# صاریغ دم‌کوتاه سپیا
صاریغ دم‌کوتاه سپیا (نام علمی: Monodelphis adusta) نام یک گونه از تیره صاریغ است.